# Oneida (Illinois)
Oneida è un comune degli Stati Uniti d'America, situato in Illinois, nella Contea di Knox.